# Jan Kołożemski
Jan Kołożemski (Kołozębski) herbu Kościesza – żupnik województw kujawskich, członek konfederacji województw kujawskich w 1670 roku.
Syn Andrzeja.